# USS Blackfish (SS-221)
USS Blackfish (SS-221) là một tàu ngầm lớp Gato từng phục vụ cùng Hải quân Hoa Kỳ trong Chiến tranh Thế giới thứ hai. Nó là chiếc tàu chiến duy nhất của Hải quân Hoa Kỳ được đặt cái tên này, theo tên blackfish, tên chung của nhiều loài cá khác nhau. Nó đã phục vụ trong suốt Thế chiến II, thực hiện tổng cộng năm chuyến tuần tra tại Đại Tây Dương và bảy chuyến tuần tra tại Thái Bình Dương, đánh chìm một tàu hàng Nhật Bản với tổng tải trọng 2.087 tấn. Được cho ngừng hoạt động sau khi xung đột chấm dứt vào năm 1946, con tàu cuối cùng bị bán để tháo dỡ vào năm 1959. Blackfish được tặng thưởng tám Ngôi sao Chiến trận do thành tích phục vụ trong Thế Chiến II.

## Thiết kế và chế tạo
Lớp tàu ngầm Gato được thiết kế cho mục đích một tàu ngầm hạm đội nhằm có tốc độ trên mặt nước cao, tầm hoạt động xa và vũ khí mạnh để tháp tùng hạm đội chiến trận. Con tàu dài 311 ft 9 in (95,02 m) và có trọng lượng choán nước 1.525 tấn Anh (1.549 t) khi nổi và 2.424 tấn Anh (2.463 t) khi lặn. Chúng trang bị động cơ diesel dẫn động máy phát điện để cung cấp điện năng cho bốn động cơ điện, đạt được công suất 5.400 shp (4.000 kW) khi nổi và 2.740 shp (2.040 kW) khi lặn, cho phép đạt tốc độ tối đa 21 hải lý trên giờ (39 km/h) và 9 hải lý trên giờ (17 km/h) tương ứng. Tầm xa hoạt động là 11.000 hải lý (20.000 km) khi đi trên mặt nước ở tốc độ 10 hải lý trên giờ (19 km/h) và có thể hoạt động kéo dài đến 75 ngày và lặn được sâu tối đa 300 ft (90 m).
Lớp tàu ngầm Gato được trang bị mười ống phóng ngư lôi 21 in (530 mm), gồm sáu ống trước mũi và bốn ống phía phía đuôi tàu, chúng mang theo tối đa 24 quả ngư lôi. Vũ khí trên boong tàu gồm một hải pháo 3 inch/50 caliber, và thường được tăng cường một khẩu pháo phòng không Bofors 40 mm nòng đơn và một khẩu đội Oerlikon 20 mm nòng đôi, kèm theo súng máy .50 caliber và .30 caliber. Tiện nghi cho thủy thủ đoàn bao gồm điều hòa không khí, thực phẩm trữ lạnh, máy lọc nước, máy giặt và giường ngủ cho hầu hết mọi người, giúp họ chịu đựng cái nóng nhiệt đới tại Thái Bình Dương cùng những chuyến tuần tra kéo dài đến hai tháng rưỡi.
Blackfish được đặt lườn tại xưởng tàu của hãng Electric Boat Company ở Groton, Connecticut vào ngày 1 tháng 7, 1941. Nó được hạ thủy vào ngày 18 tháng 4, 1942, được đỡ đầu bởi bà Ida H. Mel, phu nhân Đại tá Hải quân Henry F. Mel, và được cho nhập biên chế cùng Hải quân Hoa Kỳ vào ngày 22 tháng 7, 1942 dưới quyền chỉ huy của Hạm trưởng, Thiếu tá Hải quân Raymond W. Johnson.

## Lịch sử hoạt động

### Mặt trận Đại Tây Dương
Sau khi hoàn tất việc chạy thử máy huấn luyện ngoài khơi New London, Connecticut và sửa chữa sau chạy thử máy, Blackfish gia nhập Hải đội Tàu ngầm 50 trực thuộc Lực lượng Hải quân Hoa Kỳ tại Châu Âu, và rời Montauk Point, New York vào ngày 15 tháng 10, 1942 để hoạt động tuần tra nhằm hỗ trợ cho Chiến dịch Torch, cuộc đổ bộ của lực lượng Đồng Minh lên Bắc Phi. Từ tháng 10, 1942 đến tháng 7, 1943, nó hoàn tất năm chuyến tuần tra tại khu vực trải rộng từ Dakar, Tây Phi cho đến phía Bắc Iceland. Vào ngày 19 tháng 2, 1943, nó phóng hai quả ngư lôi đánh chìm một tàu đánh cá chống ngầm của Đức Quốc xã, chiếc Tàu tuần tra số 408, ngoài khơi bờ biển phía Bắc Tây Ban Nha. Nó bị hư hại bởi một tàu chiến Đức khác và phải quay trở về cảng sớm để sửa chữa.

### Mặt trận Thái Bình Dương
Quay trở về Hoa Kỳ vào tháng 7, 1943 để được tái trang bị, Blackfish chuẩn bị để được điều động sang khu vực Mặt trận Thái Bình Dương. Nó đã hoàn tất thêm bảy chuyến tuần tra tại khu vực Tây Nam Thái Bình Dương từ ngày 19 tháng 10, 1943 đến ngày 14 tháng 8, 1945, hoạt động tại các vùng biển quần đảo Solomon, New Guinea, biển Đông, biển Hoa Đông và Hoàng Hải, đánh chìm một tàu hàng Nhật Bản với tải trọng 2.087 tấn. Con tàu cũng cứu vớt sáu thành viên một đội bay Không lực vào ngày 5 tháng 8, 1945, và ba ngày sau đó đã bắn phá các cơ sở trên bờ tại khu vực quần đảo Satsunan, phía Bắc quần đảo Ryūkyū.
Sau khi Nhật Bản chấp nhận đầu hàng vào ngày 15 tháng 8, giúp chấm dứt vĩnh viễn cuộc xung đột, Blackfish rời Guam vào ngày 27 tháng 8 để quay trở về vùng bờ Đông Hoa Kỳ, và viếng thăm thành phố New York cùng Camden, New Jersey trước khi đi đến Căn cứ Tàu ngầm New London để chuẩn bị ngừng hoạt động; nó được cho xuất biên chế vào ngày 11 tháng 5, 1946. Vào ngày 5 tháng 5, 1949, nó được điều đến St. Petersburg, Florida để phục vụ như tàu huấn luyện dự bị cho Trung tâm Huấn luyện Hải quân Dự bị St. Petersburg.
Quay trở lại neo đậu tại New London vào ngày 2 tháng 2, 1954, Blackfish được cho rút tên khỏi danh sách Đăng bạ Hải quân vào ngày 1 tháng 9, 1958, và con tàu bị bán cho hãng Luria Brothers & Company Inc. tại Philadelphia, Pennsylvania để tháo dỡ vào ngày 4 tháng 5, 1959.

## Phần thưởng
Blackfish được tặng thưởng tám Ngôi sao Chiến trận do thành tích phục vụ trong Thế Chiến II. Nó được ghi công đã đánh chìm một tàu Nhật Bản với tổng tải trọng 2.087 tấn.
|             |                                         |  |
| Bronze star | Silver star · Bronze star · Bronze star |  |

| Dãi băng Hoạt động Tác chiến                                                 | Dãi băng Hoạt động Tác chiến                                            | Huân chương Chiến dịch Hoa Kỳ                                           | Huân chương Chiến dịch Hoa Kỳ        |
| Huân chương Chiến dịch Châu Âu-Châu Phi-Trung Đông với 1 Ngôi sao Chiến trận | Huân chương Chiến dịch Châu Á-Thái Bình Dương với 7 Ngôi sao Chiến trận | Huân chương Chiến dịch Châu Á-Thái Bình Dương với 7 Ngôi sao Chiến trận | Huân chương Chiến thắng Thế Chiến II |